# Eta Gruis
Eta Gruis (61 Gruis) é uma estrela na direção da constelação de Grus. Possui uma ascensão reta de 22h 45m 37.85s e uma declinação de −53° 30′ 00.6″. Sua magnitude aparente é igual a 4.84. Considerando sua distância de 394 anos-luz em relação à Terra, sua magnitude absoluta é igual a −0.57. Pertence à classe espectral K2IIICNIV.